# ムイトス・カルナヴァイス
『ムイトス・カルナヴァイス』（Muitos Carnavais）は、ブラジル人ミュージシャン、カエターノ・ヴェローゾが1977年に発表したコンピレーション・アルバム。

## 解説
ヴェローゾが過去に発表したシングル曲のうち、カーニヴァル向けの曲を集めたアルバムだが、タイトル曲は本作が初出の新曲である。収録曲の大部分は、バイーアのカーニヴァルにおいて発展してきた「トリオ・エレトリコ」と呼ばれるスタイルの伝統に基づいている。「アトラス・ド・トリオ・エレトリコ（トリオ・エレトリコを追って）」は、元々は『ホワイト・アルバム』（1969年）に収録されていた曲で、それ以外はスタジオ・アルバム未収録曲である。
Philip Jandovskýはオールミュージックにおいて5点満点中4点を付け「トリオ・エレトリコ的な曲が支配的なため、聴き手がこのアルバムをどの程度好むかは、基本的にどれだけトリオ・エレトリコが好きかどうかにかかっている。とはいえ、ここには本当に優れた曲が何曲か含まれている」と評している。

## 収録曲
特記なき楽曲はカエターノ・ヴェローゾ作。
1. ムイトス・カルナヴァイス - "Muitos Carnvais" - 2:41
2. シューヴァ・スオール・イ・セルヴェージャ（雨と汗とビール） - "Chuva, Suor e Cerveja" - 3:24
3. ア・フィーリャ・ダ・シキータ・バカーナ（シキータ・バカーナの娘） - "A Filha da Chiquita Bacana" - 3:30
4. デウス・イ・ヂアーボ（神と悪魔） - "Deus e o Diabo" - 2:44
5. ピアーバ - "Piaba" - 3:08
6. オーラ・ダ・ハザォン（理性の時） - "Hora da Razão" (Batatinha, J. Luna) - 2:50
7. アトラス・ド・トリオ・エレトリコ（トリオ・エレトリコを追って） - "Atrás do Trio Elétrico" - 2:44
8. ウン・フレーヴォ・ノーヴォ（新しいフレーヴォ） - "Um Frevo Novo" - 2:54
9. カーラ・ア・カーラ（面と向かって） - "Cara a Cara" - 3:04
10. ラ・バルカ（舟） - "La Barca" (Caetano Veloso, Moacir Albuquerque) - 2:05
11. クアル・エー、バイアーナ（なんだってんだよ、バイアーナ?） - "Qual é, Baiana?" (C. Veloso, M. Albuquerque) - 2:51
12. グアルヂ・セウ・コンセーリョ（忠告は胸に秘めて） - "Guarde Seu Conselho" (Luís de França, Alcebíades Nogueira) - 3:51

### 2012年再発CD (UICY-94816) / 2014年再発CD (UICY-76443)ボーナス・トラック
1. バラォン・ベレーザ - "Barão Beleza" (Tuzé de Abreu) - 3:30
2. プラ・プラ（サルト・ヂ・サパト） - "Pula, Pula (Salto De Sapato)" (Jards Macalé, José Carlos Capinam) - 1:55
3. エ・コイザ・ド・ヂスチーノ - "É Coisa do Destino" (M. Albuquerque, T. Abreu) - 2:57
4. フレヴォ・ド・トリオ・エレトリコ - "Frevo do Trio Elétrico" (Adolfo Antônio do Nascimento, Osmar Álvares Macedo) - 3:03
5. オ・バテール・ド・タンボール（太鼓の音色） - "O Bater do Tambor" - 3:21
6. サンバ・ダ・カベサ - "Samba da Cabeça" - 2:50